# 莒县站
莒县站，位于中华人民共和国山东省日照市莒县，是胶新铁路上的火车站，由中国铁路济南局集团管辖。

## 車站周邊
- 莒县农业高科技园畜牧中心
- 阎庄国土资源局
- 莒县交通局阎庄乡镇客运站
- 农村信用合作社阎庄分社
- 阎庄镇政府

## 外部連結
- 中国铁路客户服务中心 （页面存档备份，存于）